# Dalbergia cochinchinensis
Dalbergia cochinchinensis är en ärtväxtart som beskrevs av Jean Baptiste Louis Pierre. Dalbergia cochinchinensis ingår i släktet Dalbergia, och familjen ärtväxter. Inga underarter finns listade i Catalogue of Life.
Trädet når vanligen en höjd av 15 till 30 meter och det har i brösthöjd en diameter av 60 till 120 cm.
Arten förekommer glest fördelad i Thailand, Laos, Kambodja och Vietnam. Den växer i låglandet och i kulliga regioner upp till 700 meter över havet. Exemplaren ingår i lövfällande skogar eller i torra städsegröna skogar. Trädet hittas ganska ofta i galleriskogar. Unga plantor behöver ljus men äldre exemplar utvecklas bäst i halvskugga. Fortplantningen kan ske över frön eller rötter. Dalbergia cochinchinensis blommar vanligen i juni och juli och frukterna är under december mogna. Pollineringen sker av insekter och frukterna har vingar som sprids med vinden. Trädet utvecklas långsamt och endast ett fåtal exemplar når könsmognaden.
Beståndet hotas av intensivt skogsbruk. Enligt uppskattningar minskar hela populationen mellan 1820 och 2120 (tre generationer) med 95 procent. IUCN kategoriserar arten globalt som akut hotad.